# 杨端六
杨端六（1885年6月18日—1966年9月30日），原名冕，后改名超，男，祖籍江苏苏州，生于湖南长沙，中国近代经济学家。

## 生平
杨端六早年前往日本留学，先后就读于宏文学院、东京正则英语学校、东京第一高等学校、冈山第六高等学校等校。期间加入中国同盟会。1911年返回中国，曾任《长沙时报》撰述、《民国日报》报社经理。1913年赴英国留学，在伦敦大学政治经济系货币银行专业学习。
1920年杨端六回国后出任商务印书馆《东方杂志》编辑，并兼职任教于中国公学。1923年任商务印书馆会计科科长。1927年加入中国国民党。翌年应杨杏佛之邀，出任国立中央研究院社会科学研究所所长、经济组主任兼代所长。后又任研究所秘书、中央研究院会计主任。1930年起任教于国立武汉大学，曾任经济系主任、法学院院长。1933年任全国经济委员会委员。1935年兼任军事委员会审计厅上将厅长，是当时国民政府中唯一不穿军装的上将。抗日战争爆发后，他出任国民参政会参政员。同时他随武大迁至四川乐山，并任迁校委员会委员长。1939年任三民主义青年团中央监察会监察。1943年任三青团中央团部评议员。1945年当选国民党中央执行委员。抗战结束后，任武汉大学复校委员会主任委员、武汉大学教务长。1948年被聘为国立北平研究院学术会议社会科学组会员。1949年返回武汉任教。
中华人民共和国成立后，杨端六于1950年出任中南军政委员会财政委员会委员。1956年加入中国国民党革命委员会。1957年被划为“右派”。文化大革命初期于1966年9月在武汉因病逝世，享年81岁。

## 家庭
妻子袁昌英为作家，“珞珈三女杰”之一。二人育有一子一女。女儿杨静远亦为作家，儿子杨弘远是植物学家，武汉大学生物系教授，中国科学院院士，一家四人皆为武汉大学校友。